# Haras El Hodood
Haras El Hodood (Arabisch: نادي حرس الحدود الرياضي) is een Egyptische voetbalclub gevestigd in El Max in Alexandrië.
De club werd opgericht in 1932 als Khafr El Sawahel. Sinds 16 juli 1974 voert de club de huidige naam. In 2009 en 2010 veroverde de club de Egyptische beker.

## Prestaties
- Egyptische Beker: 1

2009
- Egyptische Supercup: 1
2009

## Bekende spelers
- Ahmed Abdel-Ghani

Al-Ahly · Baladiyat Al-Mahalla · Ceramica Cleopatra · Al Dakhleya · ENPPI Club · Future · El Gouna · Ismaily SC · Al-Ittihad · Al Moqaouloun al-Arab · Al-Masry · National Bank of Egypt · Pharco · Pyramids · Smouha ·  Tala’ea El Gaish · Zamalek · ZED